# Сиблаг
Сиблаг, Сибирский ИТЛ или Сибулон — исправительно-трудовой лагерь или управление лагерей особого назначения в Западно-Сибирском крае с центром попеременно в городах Мариинске или в Новосибирске.

## История
Сибирский лагерь, Сиблаг (адрес «п/я АГ-247» либо «п/я 247»), исправительно-трудовой лагерь в Западно-Сибирском крае был организован осенью 1929 года во исполнение решения правительства об использовании труда заключённых при колонизации отдаленных районов СССР и эксплуатации их природных богатств (решение оформлено Постановлением Совнаркома от 11.07.1929). Приказ о создании не найден, первое обнаруженное упоминание — это назначение начальника лагеря с 1 сентября 1929 года. По крайней мере вплоть до начала 1960-х годов ещё действовал.
С момента образования Сибулон был подчинён ОГПУ, а именно с 25 апреля 1930 года Управлению лагерей (УЛАГ) — ГУЛАГ ОГПУ и Полномочного представительства (ПП) ОГПУ по Западно-Сибирскому краю. С 8 мая 1935 вошёл в подчинение Отдела лагерей, трудпоселений и мест заключения (ОЛТПиМЗ) Управления НКВД по Западно-Сибирскому краю. С 21 октября 1937 года в прямом подчинении у ГУЛАГа (ГУЛАГ НКВД с 21.10.1937; ГУЛАГ Министерства юстиции с 02.04.1953 и т. д.), за исключением нескольких лет (с 29 июля 1939 по 7 апреля 1942), когда находился в ведении Управления исправительно-трудовых лагерей и колоний (УИТЛК) УНКВД по Новосибирской области. 9 апреля 1956 с упразднением ГУЛАГа перешёл к УИТЛК МВД РСФСР.
Дислокация управляющего центра постоянно менялась: с момента организации до 15.12.1933 в Новосибирске, затем с 15.12.1933 до (не позднее) 7.08.1935 в Мариинске; снова в Новосибирске с не позднее 7.08.1935 — не ранее 28.02.1937, опять в Мариинске, не ранее 28.02.1937 — по 29.07.1939; ещё раз в Новосибирске с 29.07.1939 по 4.09.1943, и наконец, насколько известно, окончательно в Мариинске, начиная с 4.09.1943.
С 1933 года заключенные Сиблага были заняты в строительстве Горно-Шорской железной дороги от ст. Кулеп Томской железной дороги в сторону станции Таштагол (95 км) для перевозки руды с Таштагольских месторождений на Кузнецкий металлургический комбинат. 25 апреля 1938 года для этих целей на базе 9-го Ахпунского лаготделения Сиблага был создан Горшорский ИТЛ. 31 января 1941 года был издан приказ НКВД СССР «О ликвидации Горно-Шорского лагеря НКВД в связи с окончанием строительства железной дороги Мундыбаш — Таштагол».

## Структура
К 1936 году в структуре СибЛАГ находились 2 лаготделения (Осиновское, Ахпунское), 15 отдельных лагерных пунктов (Мариинский, Яйский, Арлюкский, Ново-Ивановский, Антибесский, Томский, Берилюсский, Чистюньский, Орлово-Розовский, Сусловский, Юргинский, Кемчугский, Камышенский, Тайгинский, Чуйский), 3 фабрично-заводских колонии (Искитимская, Новосибирская, Прокопьевская) и 10 тюрем.
В феврале-марте 1943 года Управлению НКВД Кемеровской области из подчинения Управлению НКВД по Новосибирской области были переданы Яйское отделение № 5, Тайгинский отдельный лагерный пункт № 2, Ахпунское отделение № 6, Кемеровский ОЛП № 6, Новокузнецкий ОЛП № 7, Гурьевский ОЛП № 8, Кемеровский ОЛП № 10, а также шесть приемников-распределителей и 11 инспекций исправительно-трудовых работ.
Яйское лаготделение обслуживало швейную фабрику и имело лагпункт на 200 заключенных в 40 км от станции Яя в подсобном сельском хозяйстве на землях колхоза имени Георгия Димитрова в Ижморском районе.
Лаготделения
- 1-е отделение в Мариинске[5].
- 2-е отделение на ст. Суслово Томской железной дороги), июнь 1935 года[5], позднее Сусловский ОЛП в 1937 году[6].
- 7-е лаготделение (Ининское), строительство Ининского моста, декабре 1934 — 1 мая 1936.
- 9-е Ахпунское лаготделение существовало до 25 апреля 1938 года[1].
- Арлюкское отделение существовало 12 мая 1936.
- Искитимское лаготделение с 1930-е по 1953 год.
- Нарымское отделение
- Новоивановское отделение существовало в 1937 году[7].
- Томское отделение в рамках Сиблага 29.01.1936[8].
- Томасинлаг — лагерь по строительству ж.д. сообщения «Томск — Асино — Белый Яр — Лесосибирск».
- ПромИТК № 1 Сиблага (ст. Яя, швейная фабрика)[9]

Отдельные лагпункты
- Алзамайский лагерный пункт Сиблага (станция Камышет Томской железной дороги)[5]
- Антибесский лагерный пункт, в окрестностях Мариинска[10].
- «Мариинский распределитель» лагпункт Сиблага[9].
- Орлово-Розовский отдельный лагерный пункт[11].
- Лагерные лесоповальные пункты Томско-Тимирязевского спецлеспромхоза.
- Летяжский ОЛП
- Юргинский ОЛП (отдельный лагерный пункт) существовал в 1937 году.

Спецкомендатуры
Спецкомендатуры имели в своём составе спецпоселения (для ссыльных и раскрестьяненных, прочих репрессированных на поселение в Сибирь), лагерные пункты (лесоповальные, лесосплавные и др.) и спецсовхозы.
- Шегарская спецкомендатура (на территории Приобья Новосибирского и Томского краевых округов);
- Нарымская спецкомендатура (на территории бывшего Нарымского края);
- Парбигская спецкомендатура

… др.

## Численность
| Дата          | численность | Дата           | численность | Дата          | численность |
| ------------- | ----------- | -------------- | ----------- | ------------- | ----------- |
| 1 января 1930 | 4592        | 1 января 1940  | 40 275      | 1 января 1951 | 36 565      |
| 1 июня 1930   | 24 284      | 1 января 1941  | 43 857      | 1 марта 1951  | 33 225      |
| 1931 среднее  | 30 100      | 1 января 1942  | 77 919      | 1 января 1952 | нет данных  |
| 1932 среднее  | 28 073      | 1 января 1943  | 30 463      | 1 января 1953 | 30 114      |
| 1933 среднее  | 48 136      | 1 января 1944  | 29 627      | 1 января 1954 | 17 410      |
| 1934 среднее  | 45 752      | январь 1945    | 39 455      | 1 января 1955 | 12 503      |
| 1 января 1935 | 58 609      | 1 января 1946  | нет данных  | 1 января 1956 | 9 268       |
| 1 января 1936 | 65 447      | 1 января 1947  | 41 075      | 20 мая 1956   | 10 069      |
| 1 января 1937 | 51 473      | 1 января 1948  | 37 554      | 1 января 1957 | 10 908      |
| 1 января 1938 | 78 838      | 31 января 1949 | 39 437      | 1 января 1958 | 10 150      |
| 1 января 1939 | 46 382      | 1 января 1950  | нет данных  | 1 января 1960 | 6 929       |

В 1938 году за 9 месяцев, то есть к 1 октября, численность заключённых Сиблага сократилась на 42,5 % (c 78 838 до 45 295), из оставшихся 31,3 % (14 171) были осуждены по 58 статье за так называемые контрреволюционные преступления, а 24,9 % (11 261) — «социально-опасные» и «социально-вредные элементы». В 1941 году за первые полгода (к 1 июля) численность заключённых выросла на 18,2 % (с 43 857 до 51 828 заключённых).
Доля политических заключённых в Сиблаге менялась в конце 30-х — начале 40-х несущественно: от 31,3 % в 1938 году (данные на 1 октября) до 34,7 % в 1942 году (данные на 1 апреля). И это вопреки тому, что 21 мая 1939 в Сиблаге были ликвидированы отделения с особым режимом, и наиболее «социально-опасные з/к», к которым относились и осуждённые 58 статье, были переведены в отдаленные лагеря: Севвостлаг, Норильлаг, Воркутлаг и Ухтпечлаг. В 1943 в СССР была учреждена каторга. В октябре 1947 в Сиблаге содержалось 4657 каторжников (из них 765 женщин), в марте 1951 года — 3699 (из них 884 женщины-каторжанки).
В Сиблаге были и женские лаготделения. Доля женщин среди заключённых была относительно стабильна в 1940-е годы (1.04.1942 — 23,6 % (16 610 человек); 1.10.1947 — 20,9 % (7848)) и начала резко возрастать в 50-е годы (1.03.1951 — 41,7 % (13 845); 20.05.1956 — 75,2 % (10 150)).

## Выполняемые работы
По данным на 1932 год лесозаготовками было занято 6000 заключенных, угледобычей — 6800 зека, сельским хозяйством — 6000 и производством товаров ширпотреба — 3600 зека.

## Начальники
- Чунтонов М. М., с 01.09.1929 по 28.10.1931;
- Биксон, И. М., с 28.10.1931 по 23.08.1932;
- Горшков А. А., с 23.08.1932 по 22.11.1933;
- Соколов П. П. (врид), с 22.11.1933 — ?;
- Чунтонов М. М., с 19.02.1934 по 22.04.1936;
- Шишмарёв А. П., старший лейтенант ГБ, с 03.10.1936 по 14.09.1938, арестован;
- Свиридов А. С., старший лейтенант ГБ, с 14.09.1938 по 04.1940;
- Филимонов Р. П., подполковник ГБ, с 07.04.1942 по 07.07.1945;
- Прокопьев Г. М., майор, с 27.02.1946 по 17.09.1947, упоминался 10.10.1945, ;
- Черкашин ?. ?., и. о. начальника — с 17.09.1947 — ?;
- Прокопьев Г. М., подполковник, ? — по 20.02.1951;
- Великанов И. М., майор — подполковник, с 20.02.1951 — не ранее 03.1958;
- Зуев ?. ?., майор, и. о. начальника, упоминался 29.05.1956;

### Заместители начальника
- Черноталов Ф. Я., с 07.04.1942 — ?;
- Лудченков П. М., подполковник внутренней службы, с 06.06.1953 — ?.